# Нитва
Нитва (рус. Нытва) град је у Русији у Пермском крају.

## Становништво
| 1939. | 1959.  | 1970.  | 1979.  | 1989.  | 2002.  | 2010.  |
| ----- | ------ | ------ | ------ | ------ | ------ | ------ |
| 8.811 | 19.185 | 17.491 | 16.890 | 21.861 | 20.660 | 19.041 |